# Le Diable en rit encore
Le Diable en rit encore est un roman de Régine Deforges paru en 1985. Il est le troisième volet de l'œuvre commencée avec La Bicyclette bleue. Le titre évoque la traduction française d'un chant appartenant au répertoire de la Waffen-SS.

## Résumé
Chacun sent que la défaite allemande est proche. Léa est de plus en plus compromise et vit pratiquement dans la clandestinité. Camille, devenue sa meilleure amie, meurt lors d'une attaque de miliciens, puis Montillac est ravagé par un incendie criminel. Traquée, Léa se réfugie à Paris et assiste à la Libération. Laurent d'Argilat, son premier amour, meurt au combat et confie son fils à Léa. Léa s'engage dans la Croix-Rouge et découvre l'horreur des camps de concentration : elle y retrouve une amie juive quasi mourante. Léa admet enfin son amour pour François Tavernier, un des principaux chefs de la Résistance, qui l'aide à rebâtir Montillac.